# Ejnar Hertzsprung
Ejnar Hertzsprung (Frederiksborg, 8 de outubro de 1873 — Roskilde, 21 de outubro de 1967) foi um químico e astrônomo dinamarquês.
Em 1910 criou, com Henry Norris Russell, o diagrama de Hertzsprung-Russell.

## Prémios e honrarias
- 1929 - Medalha de Ouro da Royal Astronomical Society[1]
- 1937 - Medalha Bruce[2]